# Les Cités obscures
Les Cités obscures est une série de bande dessinée de fantasy créée par le dessinateur François Schuiten et le scénariste Benoît Peeters dont le premier tome est publié en septembre 1983. La série compte aujourd'hui onze albums, tous publiés en français aux éditions Casterman, et traduits dans une dizaine de langues, et quatorze hors-série.
Bien que nourris de références à notre monde, notamment sur le plan architectural, ces différents livres s’inscrivent dans un univers parallèle au nôtre, dont la cohérence s’est affirmée de plus en plus au fil des ans. Huit de ces albums sont des bandes dessinées à part entière ; les autres explorent des formes différentes de narration : récit illustré, recueil de journaux, conte pour enfants, guide de voyage, dramatique sonore, DVD vidéo, etc.

## Quelques lieux
Brüsel
Brüsel est l'une des plus grandes et influentes des cités obscures, située au nord-ouest du continent. Sa politique d'urbanisation menée par Freddy de Vrouw a conduit à la construction d'immenses immeubles, entre les anciennes maisons, projet qui a rencontré beaucoup d'obstacles et de ralentissements. La ville est aussi le siège du Palais des Trois Pouvoirs, qui est une quasi-réplique du palais de justice de Bruxelles, dans notre Terre.
Pâhry
Située en plein centre de la partie ouest du continent, non loin du grand désert des Somonites, la ville de Pâhry a longtemps été une cité influente, remportant de nombreuses batailles de par le passé. Comme un grand nombre de cités obscures, elle a aussi subi une politique d'urbanisation et a vu pousser en son sein des grands immeubles (dans le style new-yorkais des années 1930). Pâhry a aussi été le siège des expositions interurbaines.
Samaris
La ville de Samaris, perdue dans le désert et encerclée par d'impraticables et massifs murs de pierre, entretient une aura de mystère autour d'elle : nombreux sont les voyageurs qui n'en reviennent pas, ou qui se retrouvent perdus après l'avoir visitée, ne sachant plus reconnaître le réel du factice. L'architecture de Samaris est inspirée par « ... l'architecture orientale et le style Renaissance, et surtout ces édifices baroques qui, si souvent, avaient joué sur le trompe-l'œil ... ». L'emblème de la ville, située au sud du continent, est la droséra.
Urbicande
Urbicande est la réunion de deux villes du sud du continent obscur, séparées par une rivière, qui ont décidé de s'associer pour réunir leur puissances économiques. Mais rapidement, un creuset se forme entre la rive nord et la rive sud, qui connait une reconstruction menée par Eugène Robick, l'urbatecte de cette période.
Mais la découverte d'un cube en arêtes dans un chantier va changer le destin de cette ville : apporté dans le bureau d'Eugène, celui-ci va prendre en quelques semaines une taille gigantesque, recouvrant la ville, puis le monde, en bouleversant le climat de la cité. Peu après, un tremblement de terre immense rase la ville, qui est reconstruite à l'est du continent sous le nom de "Nouvelle-Urbicande".
Xhystos
La ville de Xhystos est la première à avoir été reconstruite, en suivant des préceptes respectant une harmonie végétale (tout comme une autre cité), à l'aide de poutres métalliques. Le style architectural de Xhystos est l'art nouveau, la ville représente « ... ce qu'aurait pu devenir un Bruxelles entièrement réinventé par quelqu'un comme Horta». Avec le vieillissement, la ville prit une teinte mélancolique de Vert-de-gris.
Blossfeldtstad
Construite proche des ruines prétendument les plus anciennes du continent obscur ; les ruines de Libussa, au centre-nord, une petite cité au nom de Brentano vit le jour, et prospéra grâce au provincialisme et au commerce. Elle fut rasée et reconstruite en s'inspirant des photographies de plantes provenant du livre Urformen der Kunst, et prit le nom de Blossfeldtstad, en l'honneur de l'auteur : Karl Blossfeldt. La découverte de maisons non rasées a provoqué un véritable scandale dans toute la ville.
Calvani
L'architecture de Calvani est très marquée par les plantes : mais celle-ci, au lieu d'être imitée par les constructions, sont directement des habitantes de la cité, qui est alors recouverte d'immenses serres-immeubles. C'est dans cette ville qu'a été recrée une plante mythique : l'Aconitum.
Mylos
C'est à Mylos, dans l'ouest du continent, que le Consortium industriel a vu le jour, et c'est dans cette même ville, où la dureté du travail et la rareté du repos rendent les conditions de vie de ses habitants difficile, que Mary von Rathen a vu le jour.
Alaxis
Située au beau milieu du continent, Alaxis est une cité ancienne, réputée pour ses architectures lourdes, ses cabarets et la passion pour le jeu de ses habitants. L'ingénieur Axel Wappendorf y est né, et a commencé sa carrière de créateur ici.
Autres lieux :
- Sodrovni ;
- Alta-plana ;
- Muhka ;
- Porrentruy ;
- Københaven ;
- Galatograd ;
- Mont Michelson ;
- Lac Nemo ;
- Échangeur Universel ;
- Marahuaca ;
- Chulæ Vista.

## Quelques personnages
Axel Wappendorf
Inventeur célèbre des Cités Obscures, il a fait des moyens de transport sa spécialité (il est d'ailleurs l'auteur d'une encyclopédie sur le sujet). Il créa son premier véhicule à l'âge de 12 ans, et n'aura de cesse d'en inventer de nouveau, dont certains mettront sa vie en danger. En tant qu'esprit ouvert et scientifique universel, il fait également figure de référence (malgré lui) pour tout ce qui touche aux phénomènes étranges. C'est vers lui qu'on dirigera « Mary la penchée » pour régler son problème de gravité décalé, c'est également à cet homme qu'on enverra Albert Chamisso pour examiner son ombre en couleur.
Eugen Robick
Urbatecte de la cité Urbicande. Considéré d'abord comme coupable du phénomène de multiplication et d'amplification d'un petit cube métallique évidé de quinze centimètre de côté qui peu à peu va recouvrir Urbicande, puis la dépasser pour atteindre une ampleur telle que les humains ne peuvent voir les traverses de la structure du cube devenue pyramide constituée d'innombrables autres cubes. Cette structure cubique baptisée le « Réseau », obsédera Robick jusqu'à la fin de sa vie, au point qu'il en perdra sa crédibilité.
Michel Ardan
Photographe et aventurier célèbre des Cités, Ardan est connu pour repousser les limites du possible et combler un peu plus chaque jour les vides sur les cartes. Il a contribué à de nombreux scoop du journal L’Écho des Cités dont il était un interlocuteur privilégié. Cependant, il finit par se brouiller avec Stanislas Sainclair (le directeur du journal) et créa La Lumière « Premier périodique entièrement photographique ». Michel Ardan a eu la chance de rencontrer en personne le mystérieux Jules Verne, celui-ci lui aurait promis de faire de lui l'un des personnages de ses romans.
Mary Von Rathen, dite « Mary la penchée »
Victime d'un phénomène étrange qui déplace son centre de gravité, Marie est une jeune fille qui devient soudain inclinée, à 30° environ. Après avoir subi l'incompréhension de sa famille et avoir été placée dans une « maison de redressement », elle devient l'attraction du cirque Robertson sous le nom de « Laetitia la désaxée ». Elle rencontre ensuite Axel Wappendorf, un célèbre savant du monde obscur, qui pense qu'elle subit l'attraction d'une autre planète vers laquelle il lance une expédition.
Une fois adulte, elle remplacera son père à la tête du Consortium Industriel Unique de Mylos; elle abandonnera finalement son poste pour laisser le pouvoir au peuple. Mary Von Rathen refera une apparition comme spécialiste des phénomènes inexpliqués, dans une ville de Brüsel en crise.
Stanislas Sainclair
Toujours prêt à se mettre en scène dans ses articles, Sainclair est une véritable personnalité des Cités Obscures. Malgré sa petite taille qui faillit l'obliger à devenir un phénomène de foire dans sa jeunesse, il sut se hisser au sommet du journalisme obscure. Connu pour être la tête et le cœur du journal inter-cité L’Écho des Cités, il en était à la fois l'éditorialiste, l'illustrateur et l'un des reporters. Présent depuis le tout début dans l'équipe du périodique, il a couvert la majeure partie des grands événements de ce monde. Ami de l'aventurier Michel Ardan, il l'accompagna dans certaines de ses expéditions et eu longtemps la primauté de ses découvertes. Malheureusement, une brouille les séparèrent et Ardan fonda son propre journal. C'est à cette période là que les ennuis s'accumulèrent et L’Écho des Cités du s'arrêter. Mais Sainclair reste confiant dans sa capacité à relancer les choses. C'est lui qui conseillera à Mary Von Rathen d'aller voir Wappendorf pour régler son problème.

## Albums
| N° | Titre                              | Année          | Collection            | ISBN                     | Notes                                          |
| -- | ---------------------------------- | -------------- | --------------------- | ------------------------ | ---------------------------------------------- |
| 1  | Les Murailles de Samaris           | septembre 1983 | Un Auteur (A suivre)  | (ISBN 2-203-33513-0)     |                                                |
| 2  | La Fièvre d'Urbicande              | janvier 1985   | Les Romans (A suivre) | (ISBN 2-203-33423-1)     | Pages en noir et blanc.                        |
| 3  | La Tour                            | avril 1987     | Les Romans (A suivre) | (ISBN 2-203-33433-9)     | Pages en noir et blanc.                        |
| 4  | La Route d'Armilia                 | avril 1988     |                       | (ISBN 2-203-34303-6)     |                                                |
| 5  | Brüsel                             | août 1992      |                       | (ISBN 2-203-34309-5)     |                                                |
| 6  | L'Enfant penchée                   | janvier 1996   |                       | (ISBN 2-203-34311-7)     | Pages en noir et blanc.                        |
| 7  | L'Ombre d'un homme                 | mars 1999      |                       | (ISBN 2-203-34312-5)     |                                                |
| 8  | La Frontière invisible, t. 1       | avril 2002     |                       | (ISBN 2-203-34317-6)     |                                                |
| 9  | La Frontière invisible, t. 2       | avril 2004     |                       | (ISBN 2-203-34318-4)     |                                                |
| 10 | La Théorie du grain de sable, t. 1 | août 2007      |                       | (ISBN 978-2-203-34323-8) | Pages en noir et blanc. Ouvrage à l'italienne. |
| 11 | La Théorie du grain de sable, t. 2 | septembre 2008 |                       | (ISBN 978-2-203-34326-9) | Pages en noir et blanc. Ouvrage à l'italienne. |
| 12 | Souvenirs de l'Éternel présent     | octobre 2009   |                       | (ISBN 978-2-203-02485-4) |                                                |
| 13 | Le retour du capitaine Nemo        | octobre 2023,  |                       | (ISBN 978-2-203-25439-8) | Histoire texte-image, sans phylactères.        |

### Hors-série
| N° | Titre                                             | Année          | Éditeur                   | ISBN                 | Notes |
| -- | ------------------------------------------------- | -------------- | ------------------------- | -------------------- | --- |
| 1  | Le Mystère d'Urbicande                            | janvier 1985   | Schlirf-Book              |                      | Tiré à 1900 exemplaires, épuisé, jamais réédité totalement. Certaines illustrations ont été reprises dans la réédition de la fièvre d'urbicande de 1992.             |
| 2  | L'Archiviste                                      | janvier 1987   | Casterman                 | (ISBN 2-203-34901-8) | |
| 3  | L'Encyclopédie des transports présents et à venir | mars 1988      | Casterman                 | (ISBN 2-203-90302-3) | Ouvrage à l'italienne.Tiré à 800 exemplaires, épuisé, jamais réédité.                                                                                                |
| 4  | Le Musée A. Desombres                             | janvier 1990   | Casterman                 | (ISBN 2-203-51001-3) | Ouvrage à l'italienne accompagné d'un CD contenant une pièce radiophonique. Épuisé, jamais réédité.                                                                  |
| 5  | Souvenirs de l'Éternel présent                    | janvier 1993   | Arboris                   | (ISBN 90-344-1011-0) | Ouvrage à l'italienne. |
| 6  | L'Écho des Cités                                  | octobre 1993   | Casterman                 | (ISBN 2-203-34903-4) | |
| 7  | Mary la penchée                                   | octobre 1995   | Casterman                 | (ISBN 2-203-18210-5) | Ouvrage à l'italienne. |
| 8  | Le dossier B.                                     | 1995           | Les impressions Nouvelles |                      | Faux documentaire sur Buxelle/Brüsel produit pour la RTBF. Disponible en DVD.                                                                                        |
| 9  | Le Guide des Cités                                | octobre 1996   | Casterman                 | (ISBN 2-203-38026-8) | Guide touristique façon Guide Vert Michelin. Format long. |
| 10 | Voyages en Utopie                                 | 2000           | Casterman                 |                      | Livre sur les travaux (en projet ou réalisés) menés par ces deux auteurs, parallèlement à la série des Cités obscures : expositions, spectacles, scénographies, etc. |
| 11 | L'Étrange Cas du docteur Abraham                  | octobre 2001   | Casterman                 | (ISBN 2-203-97303-X) | Réédité dans la nouvelle édition des murailles de Samaris. |
| 12 | L'Affaire Desombres                               | novembre 2002  | Casterman                 | (ISBN 2-203-38040-3) | Livret avec un DVD de 90 minutes.Totalement différent du Musée A. Desombres. Musique de Bruno Letort.                                                                |
| 13 | Les Portes du Possible                            | 2005           | Casterman                 |                      | Ouvrage des mêmes auteurs, en lien avec les Cités obscures. |
| 14 | L'Atelier de Schuiten-Peeters                     | septembre 2008 | Rêves de bulles           | (ISBN 2-916328-12-2) | Ouvrage à l'italienne. |

## Musique
| N° | Titre                | Auteur       | Année         | Éditeur        | ASIN       | Notes                                         |
| -- | -------------------- | ------------ | ------------- | -------------- | ---------- | --------------------------------------------- |
| 1  | L'Affaire Desombres  | Bruno Letort | Juin 2001     | Harmonia Mundi | B00005KCLT | CD, la musique jouée dans les cités obscures. |
| 2  | L'Horloger des rêves | Bruno Letort | Décembre 2013 | Musicube       | B00GO9VYG0 | CD, la musique jouée dans les cités obscures. |

## Distinctions
En 1984, les lecteurs de Bédésup décernent aux Murailles de Samaris le prix de la « meilleure recherche graphique »
En 1985, La fièvre d'Urbicande remporte le prix du meilleur album au festival d'Angoulême.
La série remporte le grand prix du Japan Media Arts Festival catégorie « manga » en 2012.